# Светозар Самуровић
Светозар Самуровић (Бијељина, 6. октобар 1928 — Београд, јун 2001) био је српски сликар и члан групе „Медиала“.

## Биографија
Рођен је 1928. године у Бијељини, а детињство и младост провео је у Прњавору и Шапцу. Правник по струци и аутодидакт у сликарству, већ својим првим појављивањем 1956. године у Београду, Самуровић је створио своје аутентично сликарство, познато и верификовано у највећим југословенским ликовним центрима и у иностранству. Самуровићева тиха и отмена уметност увек изнова изазива известан носталгичан уздах и потребу да се медитира о прошлим давним данима, о византијском злату, светлосним капијама, стубовима светлости, анђелима и звездама падалицама, о тамној гами времена без технолошке еволуције. Био је човек и сликар достојан поштовања и нашег вечног сећања. Испод дебелог слоја лака, и тамних и глатких површина његових слика, као драгуљи манастирских ризница, светлуцају давно заборављени векови српске историје. Овакво наглашено инсистирање на поетском и ретроспективном, издвајало је Самуровића од оних протагониста Медиале који су своје сликарство заснивали на психологији разарања, иронији и цинизму обезбеђујући му значајно место у српском модерном сликарству. Овај свет је напустио у лето 2001. године, отишао је миран тих и благ човек, човек у сенци, префињен сликарски песник сонорног, понекад мистичног звука и значења. Света Самуровић је посебно поглавље Медиале, оно трезвеније, рационалније, ближе самој стварности. Ближи реду него хаосу. И ближи, коначно, стварности него привиду.

### Медиала
Године 1957. основана је група „Медиала“. коју су представљали млади сликари, писци, филозофи, архитекте, композитори. Свим члановима Медијале била је заједничка једна једина идеја: бескрајна љубав према уметности и бескрајно веровање у њене свеукупне моћи. Прва изложба под називом „Медијална истраживања“ одржана је у омладинској галерији на Обилићевом венцу 1958. године, а излагали су Оља Ивањицки, Леонид Шејка, Миро Главуртић и Владан Радовановић. Касније су се групи придружили Милован Видак, Светозар Самуровић, Коста Брадић, Милић Станковић (Милић од Мачве), Синиша Вуковић, Владимир Величковић, Љуба Поповић, Урош Тошковић, Миодраг Дадо Ђурић. Мирне, благе природе, Светозар Самуровић је сликар посебног лирског темперамента. Његове слике одишу хармонијом, спокојством и миром који нас испуњава задовољством, а смирени тонови његове палете, која је богата и складна, уводе нас у посебан свет испуњености и достижности давно прошлих али и будућих времена која су пред нама. Био је можда најдискретнији члан Медиале, али који је у својим сликама с лакоћом и неосетно испуњавао све захтеве које је Медиала прокламовала у својим јавним наступима и на изложбама. Спој његове имагинације, метафизичке осећајности и сведености његове фигурације на префињене форме колористички обогаћене остварио га је као изузетног уметника који је својим личним стилом умногоме допринео афирмацији Медиале као уметничке групе.
| „                        | Светозар Самуровић Анђеоске чиодице кроз облаке криомице долазе нам хотимице бесмртништва претходнице анђеоске чиодице долазе нам криомице. | ” |
| — аутор Миодраг Павловић | |   |

Светозар Самуровић је најнежнији, а најтајновитији Медиалиста. Он скрива свој интимни свет романтичара. На први поглед га приказује, заинтересује нас темом у даљини утопљеном у неутралну неку, исликану на његов начин, позадину. Ипак, готово никад нисмо сигурни шта нам је показао. Своју тајну он брижљиво чува, дозвољава да његов свет само за тренутак заблиста пред нама, а онда се губи и оставља нас збуњене и радознале да у слици тражимо његове одговоре, његов лични свет који нам препоручује. Светозар Самуровић по сопственом избору удаљен од јавности и славе, ненаметљив и посебан, одувек је био незаобилазна вредност код врсних познавалаца нашег савременог сликарства.

## Филмографија
- Светозар Самуровић 1928-2001, документарни филм о сликару Светозару Самуровићу, рађен 2004. према сценарију и тексту академика Љубомира Симовића у продукцији РТС-а. Режија: Марко Караџић